# Шашкіна Жаміля Нурмагамбетівна
Жаміля Нурмагамбетівна Ша́шкіна (каз. Жәмила Нұрмағамбетқызы Шашкина; нар. 2 жовтня 1914, Интали — пом. 30 квітня 2009, Караганда) — радянська та казахстанська актриса, співачка (сопрано). Дружина письменника Зеїна Шашкіна.

## Біографія
Народилася 2 жовтня 1914 року в селі Интали (нині Каркаралінський район Карагандинської області Казахстану). У 1931 році вступила до гірничого технікуму в Караганді, де відвідувала гурток пісень і танців, брала участь у художній самодіяльності. У 1935—1936 роках навчалася в Москві в казахській студії при Державному інституті театрального мистецтва.
Протягом 1937—1938 років — солістка Казахського театру опери та балету в Алмати; у 1938—1982 роках — актриса Карагандинського обласного казахського драматичного театру. Член КПРС з 1952 року.
Померла в Караганді 30 квітня 2009 року.

## Творчість
Грала переважно ліричні й драматичні ролі, створила понад двісті образів, зокрема:
- Жібек, Баян («Киз-Жибек», «Кози-Корпеш і Баян Слу» Габіта Мусрепова);
- Енлік, Карлига, Айман, Жузтайлак («Енлік і Кебек», «Каракипчак Кобланди», «Айман — Шолпан», «Нічні оповідання» Мухтара Ауезова);
- Кручиніна («Без вини винні» Олександра Островського);
- Лауренсія, Діана («Фуенте Овехуна», «Собака на сіні» Лопе де Вега);
- Луїза («Підступність і кохання» Фрідріха Шиллера);
- Марія Антонівна («Ревізор» Миколи Гоголя);
- Шага («Шага» Беїмбета Майліна);
- Батес («Світле кохання» за Сабітом Мукановим);
- Назим («Втрачений щоденник» Мухаметкалі Хасенова);
- Шарбан («Серце поета» Зеїна Шашкіна);
- Киз-Жибек («Киз-Жибек» Євгена Брусиловського);
- Толганай («Материнське поле» за Чингізом Айтматовим).

Виступала також у музичних виставах.

## Відзнаки
Почесні звання
- заслужена артистка Казахської РСР з 1944 року;
- народна артистка Казахської РСР з 1962 року;
- почесна громадянка Караганди з 7 березня 1985 року[3];

Нагороджена
- орденами Трудового Червоного Прапора (7 березня 1960)[4], Пошани (2008; в честь дня незалежності Казахстану)[2];
- медалями «За освоєння цілинних земель», «За доблесну працю»[2];
- почесною грамотою Верховної Ради Казахської РСР[2];
- знаком «Відмінник культури» Міністерства культури СРСР[2].

## Вшанування
3 червня 2015 року в Караганді на будинку по бульвару Миру, № 7, де з 1958 року жила актриса, встановлено гранітну меморіальну дошку.